# Txeburaixka

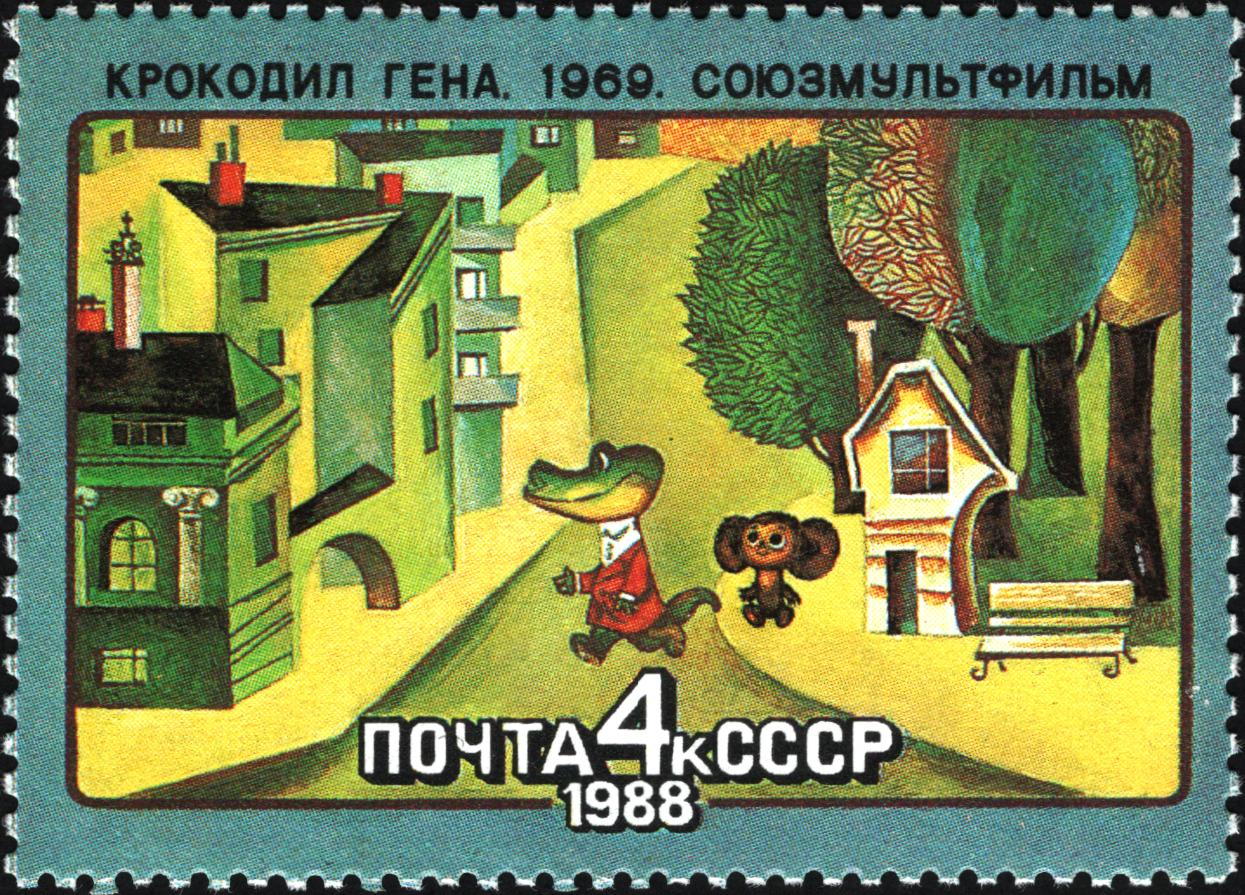
Segell soviètic de 1988 amb Txeburaixka i el Cocodril Gena.

Txeburaixka (Rus: Чебурашка (ajuda·info)) és un personatge de la literatura infantil creat el 1966 a un conte de l'escriptor rus Eduard Uspenski. També és el protagonista (amb veus de Klara Rumiànova) d'una sèrie de pel·lícules d'animació amb titelles realitzats per Soiuzmultfilm, que va estrenar la primera pel·lícula el 1969.

## Història
Segons el llibre, Txeburaixka és un mico xicotet i graciós, d'espècie desconeguda per a la ciència, i que viu a la selva tropical. Accidentalment es fica en un calaix de taronges, es menja el seu contingut, i es queda adormit. Txeburaixka no és un nom propi, és un nom que li donarà el responsable de la botiga de fruites quan, a la ciutat, obra una caixa de taronges que li han enviat per vendre, i que és la caixa on Txeburaixka havia quedat adormit. El venedor pren l'animal i l'asseu a la taula, però les seves potes estan adormides després passar molt de temps al calaix, i s'ensorra ("Txeburakhnulsia" (чебурахнулся), una expressió col·loquial de Rússia que vol dir "caigué") de la taula a la cadira i després de la cadira, on no podia seure, pel mateix motiu, fins a terra.
Més endavant, Txeburaixka coneixerà el seu amic, el Cocodril Guena, que viu al zoo.

## Amics
Txeburaixka és un animalet mascle amb cos d'os, però amb orelles grans i rodones, i té la mida aproximada d'un xiquet de 5 anys. En el conte es passeja amb un cocodril, Gena, que porta un barret i un abric, camina sobre les seves potes del darrere i toca l'acordió. És el cocodril del zoo, on treballa.

## Antagonistes
Als curts, les aventures de Txeburaixka i Gena es veuen dificultades per "Старуха Шапокляк" (la dona gran Xapokliak, del francès chapeau claque, una espècie de barret de copa). Xapokliak és una vella entremaliada però encantadora. És alta i prima, porta un barret i un vestit de color fosc, i porta a la seua bossa a la criatura amb forma de rata "Lariska" que li serveix per a fer entremaliadures a les persones.